# Charles Goodyear
Charles Goodyear (New Haven, Connecticut; 29 de diciembre de 1800 - Nueva York, 1 de julio de 1860) fue un inventor estadounidense que descubrió la vulcanización del caucho tras endeudarse y dedicar cinco años a la prueba e investigación autodidacta a esta empresa. Este proceso daría lugar a un nuevo material, el caucho vulcanizado, con el que actualmente se fabrica una gran cantidad de objetos como neumáticos o preservativos. También se utilizó como base de prótesis dentales lo que constituyó un importante adelanto en el campo de la Odontología. Este material denominado Vulcanita O caucho rígido se siguió utilizando para este fin hasta el año 1937, en el que se introdujeron las resinas acrílicas para uso protésico dental.
Goodyear comenzó sus actividades en 1821 en Estados Unidos, en ese tiempo se asoció con su padre en un negocio de maquinarias que fracasó. Este último dato dio origen a historias que indican que [¿cuál?] "Debido a su situación financiera precaria, tuvo que vender su descubrimiento a una compañía liderada por Frank Seiberling, quien, teniendo gran capital y viendo el potencial de dicho descubrimiento, fundó la compañía Goodyear", sin embargo The Goodyear Tire & Rubber Company fue fundada en el año 1898, 38 años después de que muriera Charles Goodyear, y no existe una evidencia clara  respecto a que Charles Goodyear realizara una venta de su patente a Frank Seiberling.
La empresa The Goodyear Tire & Rubber Company oficialmente indica que su fundador, Frank Seiberling, nombró a su compañía como "Goodyear" en honor a Charles Goodyear, dando así notoriedad y crédito al descubridor de la vulcanización.